# Feuerwehr-Leistungsabzeichen für Technische Hilfe

Das sächsische Feuerwehr-Leistungsabzeichen für Technische Hilfe in seiner einzigen Stufe

Ein Verleihungsurkundenmuster zum sächsischen Feuerwehr-Leistungsabzeichen für Technische Hilfe

Das sächsische Feuerwehr-Leistungsabzeichen für Technische Hilfe ist ein Leistungsabzeichen des Freistaates Sachsen für alle Angehörigen von Feuerwehren, die den dazu erforderlichen Prüfungslehrgang erfolgreich abgelegt haben.

## Allgemeines
Zur Förderung der feuerwehrtechnischen Ausbildung und der Vorbereitung auf die Anforderungen bei Einsätzen der Feuerwehren wurde 2005 in Sachsen ein Feuerwehr-Leistungsabzeichen „Technische Hilfe“ in
- Bronze (altkupferfarben)

eingeführt. Höherwertige Stufen, wie beim Feuerwehr-Leistungsabzeichen für Löscheinsatz sind nicht eingeführt worden. Es wird nach den hierfür geltenden Richtlinien (Prüfungsbedingungen) abgelegt.

## Aussehen
Das Feuerwehr-Leistungsabzeichen „Technische Hilfe“ ist 30 × 38 mm hochoval, massiv geprägt, umrandet mit Relief gestaltetem Eichenlaubkranz. Mittig ist das Wappen des Freistaates Sachsen (11 × 13 mm) eingesetzt. Das Wappen selber ist in den Landesfarben grün-schwarz mit Kunstemaille gehalten und goldfarbig gerahmt. Links und rechts des Wappens befinden sich unterbrochene durch das Wappen Flammenflügel in bordeauxviolett in der Farbe RAL 4004. Über dem Landeswappen ist das Feuerwehrsymbol dargestellt, bestehend aus einem Feuerwehrhelm mit Nackenleder vor einem gekreuzten Feuerwehrbeil und Strahlrohr. Darunter befindet sich der geschwungene Schriftzug: TECHNISCHE HILFE, welcher vertieft und schwarz ausgelegt ist. Auf der Rückseite ist eine Nadel mit Gegenhaken oder mit Kugelgelenk zur Befestigung aufgelegt.

## Verleihung
Die Verleihung des Feuerwehr-Leistungsabzeichens und der dazugehörigen Urkunde erfolgt durch den Kreisbrandmeister/Leiter der Berufsfeuerwehr. Das Sächsische Staatsministerium des Innern stellt den Landkreisen/Kreisfreien Städten die Feuerwehr-Leistungsabzeichen zur Verfügung. Sie haben hierfür den Verwendungsnachweis zu führen.

## Trageweise
Das Feuerwehr-Leistungsabzeichen für Technische Hilfe wird nur in seiner Klasse (bronzen) und nur zur Feuerwehrdienstkleidung auf der linken Brustseite als Steckkreuz getragen. Neben dem Feuerwehr-Leistungsabzeichen „Löscheinsatz“ darf das Feuerwehr-Leistungsabzeichen „Technische Hilfe“ zusätzlich getragen werden.

## Rangordnung im Sächsischen Auszeichnungssystem
- 1. Sächsischer Verdienstorden
- 2. Sächsisches Lebensrettungsehrenzeichen
- 3. Sonstige Orden des Freistaates Sachsen (gleichrangig)
  - Sächsischer Fluthelferorden 2013
  - Sächsischer Fluthelferorden 2002
  - Gedenkmedaille aus Anlass der Waldbrandkatastrophe Weißwasser im Mai/Juni 1992
- 4. Feuerwehr-Ehrenzeichen (Sachsen) als Steckkreuz in Gold
- 5. Feuerwehr-Ehrenzeichen (Sachsen) als Steckkreuz in Silber
- 6. Feuerwehr-Ehrenzeichen (Sachsen) am Band in Gold
- 7. Feuerwehr-Ehrenzeichen (Sachsen) am Band in Silber
- 8. Feuerwehr-Ehrenzeichen (Sachsen) am Band in Bronze
- 9. Feuerwehr-Leistungsabzeichen für Löscheinsatz in Gold
- 10. Feuerwehr-Leistungsabzeichen für Löscheinsatz in Silber
- 11. Feuerwehr-Leistungsabzeichen für Löscheinsatz in Bronze
- 12. Feuerwehr-Leistungsabzeichen für Technische Hilfe in Bronze